# Leptasterias leptalea
Leptasterias leptalea is een zeester uit de familie Asteriidae.
De wetenschappelijke naam van de soort werd in 1914 gepubliceerd door Addison Emery Verrill.